# Threat Levels
«Threat Levels» (рус. Уровень тревоги) — второй эпизод первого сезона мультсериала «Американский папаша!». Прьмьера серии была 1 мая 2005 года.

## Сюжет
Стэн случайно приносит домой жидкость, зараженную смертельным вирусом. ЦРУ ставит всю семью на карантин, и, поскольку они должны умереть в течение дня, они решили провести его наблюдать весь первый сезон 24 на DVD. Пока они ждут ужасной смерти, Роджер планирует ремонт дома после того, как они умрут. Как выясняется, образец вируса был неактивным.
Вирус напугал многих соседей Смитов, и они решили выставить свои дома на продажу, что сподвигло Франсин стать агентом по недвижимости. Стэну становится стыдно, так как Франсин получает больше денег, чем он. Он пытается решить проблему, с Франсин арестовав её шефа и закрыв её агентство, но Франсин начинает собственный бизнес, и даже нанимает Роджера, как своего личного помощника.
Хейли использует один из домов, чтобы создать приют для бездомных. Стив и его друзья ищут способ заработать деньги, чтобы купить Gamestation, используя один из пустых домов, для открытия клуба «Girls Gone Wild». Когда Хейли со своим приютом препятствует этому, они решают воспользоваться ситуацией и открыть бойцовский клуб бомжей в подвале. Когда Хейли сообщила об этом Стэну, тот увидел возможность, чтобы начать зарабатывать больше денег, чем его жена; он становится во главе клуба, вместо Стива и Роджера.
Это бесит Стива и Хейли (по разным причинам), и чтобы разбить Стэна, Хейли устраивает забастовку бомжей накануне боя, за который Стэн уже набрал кучу денег. Стив предлагает ему переодеться в бомжа и провести бой с другим бомжом. Как выясняется позже, бой в целом был сфальсифицирован Хейли и Стивом, а бомж был на самом деле актёром.
В этот момент, Франсин, кажется, убедила Стэна смириться с тем, что она делает больше денег, чем он, но в действительности, Стэн использует свои связи в ЦРУ, чтобы похитить собаку Алана Гринспена и заставить его повысить процентные ставки, выбросив, тем самым, Франсин из бизнеса.